# Catherine d'Ittre
Pour les articles homonymes, voir Ittre (homonymie).
Catherine d'Ittre est une religieuse cistercienne qui fut la 33e abbesse de l'abbaye de la Cambre.

## Héraldique
de sinople, au lion d'argent, armé, lampassé et couronné d'or

## Historique
« L’église a subi de nombreuses transformations au cours des siècles. Incendiée à la fin du XVIe siècle, elle est restaurée sous les abbatiats de Catherine d’Ittre (1594-1599) et de Jeanne de Penin (1599-1642) » .